# 43783 Svyatitelpyotr
43783 Svyatitelpyotr è un asteroide della fascia principale. Scoperto nel 1989, presenta un'orbita caratterizzata da un semiasse maggiore pari a 2,6881616 UA e da un'eccentricità di 0,2934026, inclinata di 13,95184° rispetto all'eclittica.